# یانوش روژتسکی
یانوش روژتسکی (انگلیسی: Janusz Różycki؛ زادهٔ ۱۰ مهٔ ۱۹۳۹) ورزشکار شمشیربازی اهل لهستان است.
وی در مسابقات کشوری و بین‌المللی در مجموع برندهٔ ۱ مدال نقره شده‌است.